# Medaile Alice Masarykové
Medaile Alice Masarykové je nejvyšší ocenění udělované od roku 2003 Českým červeným křížem „za mimořádně záslužnou činnost fyzických a právnických osob, které významnou měrou přispívají k šíření myšlenek a principů Červeného kříže“. Zpravidla se uděluje nejvýše pět medailí ročně, a to u příležitosti Světového dne Červeného kříže a Červeného půlměsíce. Vyznamenání je pojmenované po PhDr. Alici Masarykové, první předsedkyni Československého červeného kříže, jehož je Český červený kříž nástupcem.
Výtvarný návrh a výrobu vyznamenání zajistila Střední uměleckoprůmyslová škola v Turnově.

## Plaketa Alice Masarykové
Plaketa Alice Masarykové je ocenění udělované za významný přínos k rozvoji sociální práce v České republice. Toto ocenění ovšem nemá – s výjimkou podobného názvu – nic společného s Medailí Alice Masarykové a Českým červeným křížem.

## Vyznamenaní medailí Alice Masarykové
Rok 2003
- MUDr. Miloslav Hlach
- prof. Ing. Jaroslav Herynek, CSc.
- Helena Jůzlová
- MUDr. Alois Maloušek
- Adolf Šťastný
- MUDr. Zdenko Vlk, CSc.
- Stanislava Klicmanová-Maříková

Rok 2004
- Mgr. Jiří Batěk
- Věra Hájková
- Jiřina Pilová
- Helena Podařilová
- Naďa Šormová
- MUDr. Juraj Szántó
- MUDr. František Ulman

Rok 2005
- MUDr. Bedřich Grünwald
- Marie Jedovnická
- Olga Jurková
- JUDr. Antonín Sum
- MUDr. Vladimír Valta

Rok 2006
- MUDr. Jan Fiala
- Jaroslav Janeba
- MUDr. Vladimír Jukl
- Alexandra Kučerová
- Věra Pohlová
- Mgr. Josef Švejnoha

Rok 2007
- Pavlína Hoffmannová
- František Pelikán
- Alena Stárková
- Stanislava Šachová
- Věra Valentová
- MUDr. Kornel Žák, CSc.

Rok 2008
- prof. MUDr. Jiří Zámečník, DrSc.
- Josef Špachman
- Soňa Matoušková
- Marie Sidorová
- JUDr. Jiří Procházka
- Jana Peterková
- Ivan Mitana

Rok 2009
- Ivana Kadlečková
- Dr. Jakob Kellenberger
- Stanislava Drozenová
- Ludmila Zmatlíková
- Mgr. Jarmila Vršťalová

Rok 2010
- Zdeňka Hanzalová
- Lydie Poledníková
- Libuše Votavová
- MUDr. RNDr. PhMr. Václav Burian, CSc. (in memoriam)

Rok 2011
- Jindra Kantorová
- Jana Pokorná
- Hana Vacovská
- JUDr. Jana Lexová
- Vratislav Piroutek

Rok 2012
- MUDr. Vladimír Pavelka
- Mária Vlková
- JUDr. Jiří Zapletal
- Ing. Helena Jedličková
- Ing. Livia Klausová, CSc.

Rok 2013
- MUDr. Ivana Bouchnerová
- Božena Skálová
- Eva Tomášková
- Hana Komínková

Rok 2014
- Alois Nolč
- Karel Veselský
- Drahomíra Bartoníková
- MUDr. Juljo Hasík (in memoriam)
- Hannelore Rőnsch

Rok 2015
- Jaroslav Jura
- Mgr. Ludmila Dluhošová

Rok 2016
- Ivan Rusnak
- Libuše Preclíková

Rok 2017
- Oldřich Němeček
- Marie Polívková
- Roland Albert
- RNDr. Josef Konečný

Rok 2018
- Hermína Kaňková
- Jindřich Měrka
- Ing. Jiří Grünbauer

Rok 2019
- Karel Studený
- JUDr. Milada Němčíková
- Doc. Dr. Marek Jukl
- Slovenský červený kříž
- Zdena Kmoníčková
- Emilie Ruth Tobolářová (in memoriam)
- PaedDr. Alena Gajdůšková

Rok 2020
- medaile nebyla udělována

Rok 2021
- Františka Směšná
- Ivana Dvořáková

Rok 2022
- Jiří Kučera

Rok 2023
- Anna Vařáková
- Ing. Jaroslava Vlčková